# Brynjólfur Willumsson
Brynjólfur Andersen Willumsson (Kópavogur, 12 augustus 2000) is een IJslands voetballer die doorgaans als spits speelt. Hij verruilde Kristiansund BK in de zomer van 2024 voor FC Groningen. Brynjólfur debuteerde in 2024 voor het IJslands voetbalelftal (mannen). Hij is een broer van Willum Þór Willumsson.

## Clubcarrière

### Breiðablik
Brynjólfur speelde in de jeugdopleiding van Breiðablik, waar hij in 2017 werd doorgeselecteerd naar het eerste elftal. Op 13 juni 2018 maakte hij tegen Fylkir Reykjavík (2-0 winst) zijn debuut in het betaalde voetbal. Op 16 augustus scoorde hij in de halve finale van de IJslandse voetbalbeker zijn eerste doelpunt voor Breiðablik. Hij scoorde in de 120'ste minuut van de verlenging de 2-2 tegen Víkingur Reykjavík, waarna Breiðablik op strafschoppen wist te winnen. Hij zou de finale, die verloren ging, niet meedoen. 
Op 11 juli 2019 maakte hij tegen FC Vaduz zijn debuut in het Europese voetbal, in de Europa League-kwalificatieronde. Op 7 augustus 2019 scoorde hij tegen KA Akureyri ook in de competitie zijn eerste doelpunt voor Breiðablik. Twee weken later scoorde hij tweemaal tegen Valur Reykjavík. Hij speelde drie seizoenen voor Breiðablik en kwam daarin tot twaalf goals en zes assists in 60 wedstrijden.

### Kristiansund
Op 9 maart 2021 maakte Brynjólfur de overstap naar het Noorse Kristiansund. Daar maakte hij twee maanden later tegen Molde zijn debuut voor. Op 24 juli scoorde hij een hattrick en gaf hij een assist in de bekerwedstrijd tegen Volda TI. Op 4 september 2022 maakte hij tegen Sandefjord Fotball ook zijn eerste competitiedoelpunt voor Kristiansund. Dat seizoen degradeerde Brynjólfur met Kristiansund uit de Eliteserien. Met zeven goals en vijf assists hielp de IJslander vervolgens met promotie terug naar de Eliteserien. Hij speelde in totaal 83 wedstrijden voor Kristiansund, waarin hij goed was voor zeventien goals en vijftien assists.

### FC Groningen
In de zomer van 2024 tekende Brynjólfur een contract voor drie seizoenen bij het gepromoveerde FC Groningen, dat ook een optie bemachtigde voor een extra jaar in zijn contract. Hij kreeg rugnummer 9. Op 9 augustus 2024 maakte hij tegen NAC Breda zijn debuut voor FC Groningen. Op 14 september 2024 maakte hij als invaller in 22 minuten zijn eerste twee doelpunten voor FC Groningen om zo zijn club een punt te bezorgen tegen Feyenoord, dat op 2-2 bleef steken.
Op 17 augustus nam hij de heldenrol op zich door twee keer te scoren tegen Heerenveen, met de winnende treffer in blessuretijd.

## Carrièrestatistieken
| Seizoen                         | Club            | Competitie      | Competitie | Competitie | Beker | Beker | Overig | Overig | Totaal | Totaal |
| Seizoen                         | Club            | Competitie      | Wed.       | Dlp.       | Wed.  | Dlp.  | Wed.   | Dlp.   | Wed.   | Dlp.   |
| ------------------------------- | --------------- | --------------- | ---------- | ---------- | ----- | ----- | ------ | ------ | ------ | ------ |
| 2018                            | Breiðablik      | Úrvalsdeild     | 7          | 0          | 2     | 1     | –      | –      | 9      | 1      |
| 2019                            | Breiðablik      | Úrvalsdeild     | 16         | 3          | 8     | 1     | –      | –      | 24     | 4      |
| 2020                            | Breiðablik      | Úrvalsdeild     | 17         | 4          | 5     | 2     | 1      | 0      | 23     | 6      |
| 2021                            | Breiðablik      | Úrvalsdeild     | 0          | 0          | 3     | 1     | 1      | 0      | 4      | 1      |
| 2021                            | Kristiansund    | Eliteserien     | 20         | 0          | 2     | 3     | –      | –      | 22     | 3      |
| 2022                            | Kristiansund    | Eliteserien     | 25         | 4          | 3     | 1     | –      | –      | 28     | 5      |
| 2023                            | Kristiansund    | 1. divisjon     | 18         | 7          | 1     | 0     | 4      | 0      | 23     | 7      |
| 2024                            | Kristiansund    | Eliteserien     | 8          | 1          | 2     | 1     | –      | –      | 10     | 2      |
| 2024/25                         | FC Groningen    | Eredivisie      | 13         | 2          | 1     | 0     | 0      | 0      | 14     | 2      |
| Carrière totaal                 | Carrière totaal | Carrière totaal | 124        | 21         | 27    | 10    | 6      | 0      | 157    | 31     |
| Bijgewerkt op 24 december 2024. |                 |                 |            |            |       |       |        |        |        |        |

## Interlandcarrière
Brynjólfur speelde interlands voor de jeugdelftallen van IJsland onder 17, onder 18, onder 19 en onder 21. In januari 2024 maakte hij zijn debuut in het IJslands voetbalelftal.

## Persoonlijk
Brynjólfur is een broer van Willum Þór Willumsson, die tussen 2022 en 2024 ook in Nederland speelde, voor Go Ahead Eagles.